# Euroregion Donau-Drau-Save
Die Euroregion Donau-Drau-Save (kroat.: Euroregija Dunav-Drava-Sava) ist eine Euroregion, die 1998 von den Staaten Bosnien-Herzegowina, Kroatien und Ungarn gegründet wurde. Der Präsident der Vereinigung ist Ferenc Kékes.

## Regionen

### Bosnien-Herzegowina
- Distrikt Brčko
- Kanton Posavina
- Kanton Tuzla
  - Tuzla
- die Handelskammer der Region Tuzla

### Kroatien
- Gespanschaft Brod-Posavina
- Gespanschaft Koprivnica-Križevci
  - Koprivnica
- Gespanschaft Osijek-Baranja
  - Osijek
- Gespanschaft Požega-Slawonien
  - Požega
- Gespanschaft Virovitica-Podravina
- Gespanschaft Vukovar-Srijem
  - Vukovar
- die kroatische Handelskammer

### Ungarn
- Komitat Baranya
  - Pécs
- Komitat Somogy
- Komitat Tolna
  - Szekszárd
- die Kammer für Industrie und Handel der Region Pécs-Baranya